# 아나니나역
아나니나역(이탈리아어: Anagnina)은 로마 지하철 A선의 남서쪽 종착역이다. 이 역은 투스콜라나 가(Via Tuscolana)와 아나니나 가(Via Anagnina) 사이 교차로에 위치해 있으며, 근처에는 오스테리아 델 쿠라토 차고(Osteria del Curato)가 있다. 이 역은 해발고도 53m에 위치해 있다.
이 역에는 루이기 베로네시, 고트프레드 오네게르, 미카일 코울라코프 등의 미술가가 그린 모자이크 작품이 그려져 있다. 이 모자이크 작품은 어두웠던 역사를 밝게 만들었다는 점에서 성공을 거두었다.

## 시설
아아니아 역에는 다음과 같은 시설이 있다.
- 매표소
- 유인 매표소
- 바
- 스낵 및 음료 자판기
- 가판대
- 화장실
- 2,000대 정도 주차 가능한 파크 앤드 라이드 4곳
- 로마 참피노 공항 셔틀
- 종점 지역 버스(COTRAL)
- 역 감시카메라 (CCTV)

## 역 주변
- 오스테리아 델 쿠라토 (Osteria del Curato)
- 그란데 라코르도 아눌라레 (Grande Raccordo Anulare)
- 치네치타 (Cinecittà)
- 라 로마니나 (La Romanina)
- 로마 라 사피엔차 대학교
- 치암피노 (Ciampino)
- 치네치타 에스트 (Cinecittà Est)